# Josep Albert Navarro-Mas i Marquet
Josep Albert Navarro-Mas i Marquet   (Barcelona, segle XVIII - Barcelona, 1814) fou un agrònom i jurisconsult català.

## Biografia
Terratinent afincat a Sants, era ciutadà honrat de Barcelona, senyor de Tudela de Segre i Queràs (Segarra), i baró de Granera. Doctor en dret, fou advocat de la Reial Audiència de Catalunya i diputat d'ocurrències de Barcelona durant l'organització de la resistència de Catalunya contra la invasió francesa al final de la Guerra Gran.
El 1766 va ingressar a la Reial Acadèmia de Ciències i Arts de Barcelona, on ocupà els càrrecs de censor i director de la secció d'Agricultura, des d'on tingué ressò a tota la Península. Publicà diversos treballs com ara: 
Utilidades y uso de la colza (1772), Modo de hacer el vino (1784), El plantío y cultivo de moreras (1788), La posibilidad de duplicar cosechas (1788), El cultivo de la raíz de la misericordia (1788), El uso de la turba como fertilizante (1788), Los métodos de desalar las tierras (1788), La crianza de corderos (1789), Los métodos de formar y conservar prados artificiales (1792), o El cultivo del onobrique (1793).
Tot i que sembla que deixà de treballar a la Acadèmia el 1804, se'n pot fixar la mort el 1814, data indicada en el medalló del fris superior de la sala d'actes.